# Cotyledon orbiculata
Cotyledon orbiculata, brzorastući sukulent grmolikog izgleda iz roda pupčića, porodica tustikovki. Lokalnmo je poznat kao svinjske uši (pig's ears) zbog ovalnog oblika sivo-zelenih listova.
Poznato je da ima ljekovita djelovanja (vermifug; sredstvo za istjerivanje glista). Raste od Južnoafričke Republike preko Namibije do Angole. Vrsta je uvezena i u Europu kao ukrsna biljka, i dobro je poznata vrtlarima.

## Podvrste
- Cotyledon orbiculata var. dactylopsis Toelken
- Cotyledon orbiculata var. spuria (L.) Toelken

## Sinonimi
- Cotyledon ambigua Salisb.
- Cotyledon ausana Dinter
- Cotyledon canaliculata Baker
- Cotyledon decussata Sims
- Cotyledon elata Haw.
- Cotyledon ergleri Dinter & A.Berger
- Cotyledon mucronata Lam.
- Cotyledon papillaris Haw.
- Cotyledon ramosa Haw.
- Cotyledon ramosissima Mill.
- Cotyledon ungulata Lam.
- Sedum decussatum (Sims) Kuntze
- Sedum orbiculatum (L.) Kuntze

- C. orbiculata
- C. orbiculata